# Il conte Tacchia
Pour plus de détails, voir Fiche technique et Distribution.
Il conte Tacchia est un film italien réalisé par Sergio Corbucci, sorti en 1982.

## Synopsis
Un jeune homme découvre qu'il est en réalité l'héritier d'une vieille famille noble italienne mais complétement désargentée.

## Fiche technique
- Titre : Il conte Tacchia
- Réalisation : Sergio Corbucci
- Scénario : Sergio Corbucci, Sergio Donati, Massimo Franciosa et Luciano Vincenzoni
- Photographie : Luigi Kuveiller
- Montage : Ruggero Mastroianni
- Musique : Armando Trovajoli
- Production : Luciano De Feo
- Pays d'origine : Italie
- Date de sortie : 1982

## Distribution
- Enrico Montesano : Francesco 'Checco' Puricelli / Conte Tacchia
- Vittorio Gassman : Prince Torquato Terenzi
- Paolo Panelli : Alvaro Puricelli
- Ninetto Davoli : Ninetto
- Zoé Chauveau : Fernanda Toccacieli
- Ania Pieroni : Duchessina Elisa Savello
- Mario Donatone : Er Ciriola
- Anita Durante